# Pyreae
Die Pyreae bilden eine Tribus in der Unterfamilie der Spiraeoideae der Rosengewächse. Die Tribus umfasst die Untertribus der Kernobstgewächse (Pyrinae) sowie die folgenden drei Gattungen: 
- Kageneckia
- Vauquelinia
- Lindleya

Die Kernobstgewächse wurden früher als Unterfamilie Pyrinae der Familie der Rosengewächse geführt. Molekulargenetische Untersuchungen zeigten, dass sie eine Gruppe innerhalb der Spiraeoideae bilden. Potter et al. haben die Gruppe daher als Subtribus Pyrinae definiert. Die Basischromosomenzahl der Pyreae ist x = 17, bei der Gattung Vauquelinia x = 15.

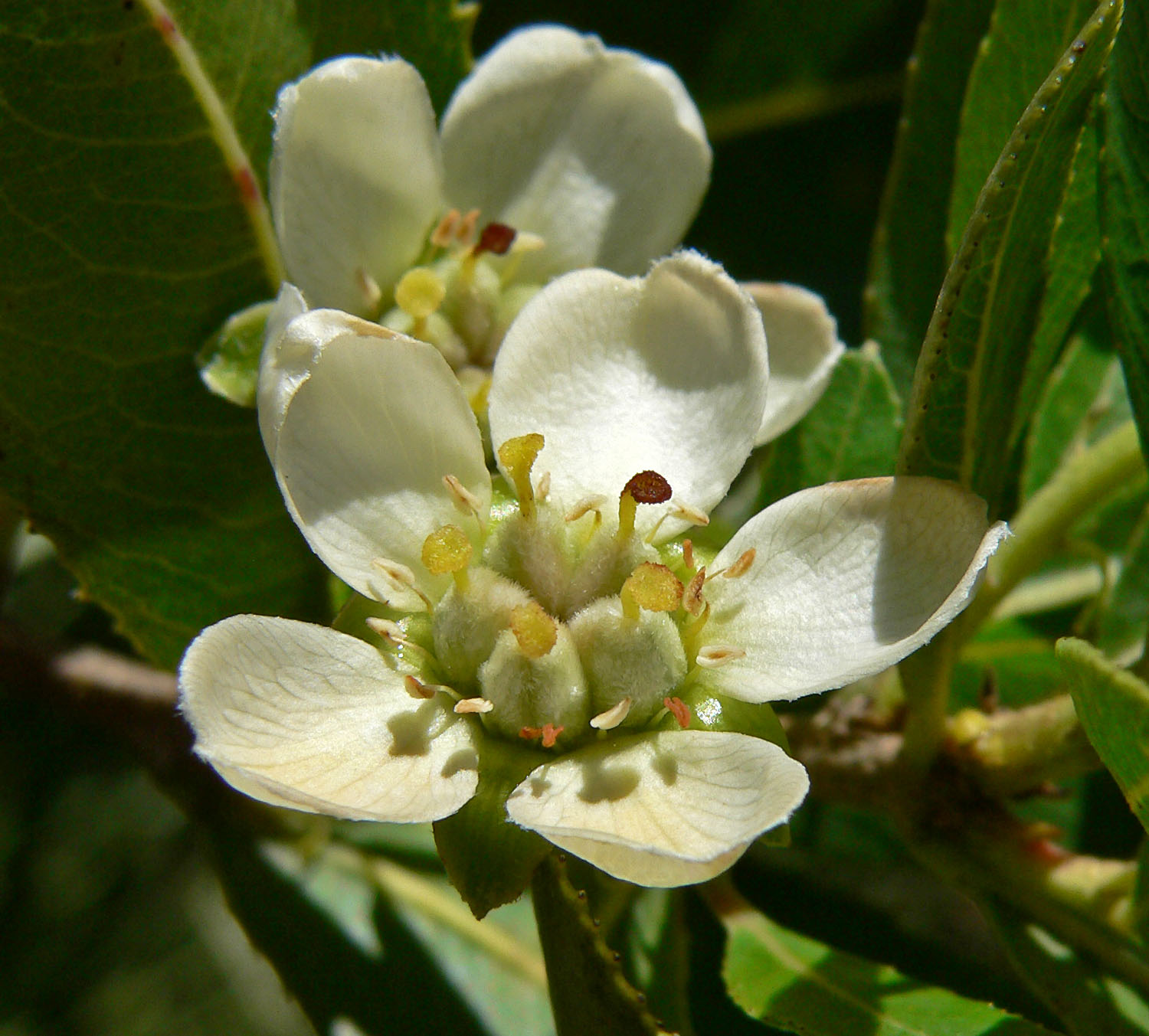
Kageneckia oblonga
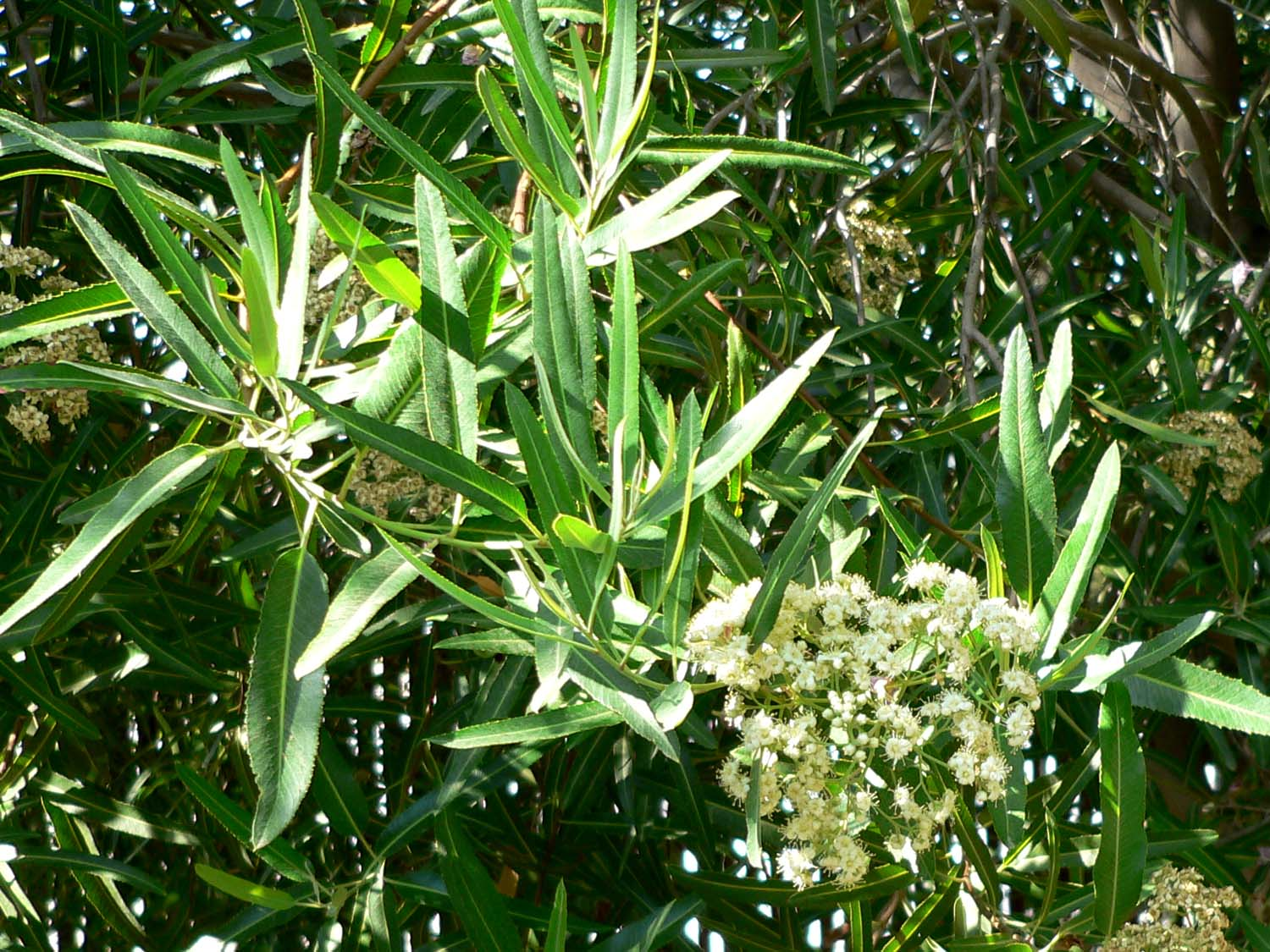
Vauquelinia californica
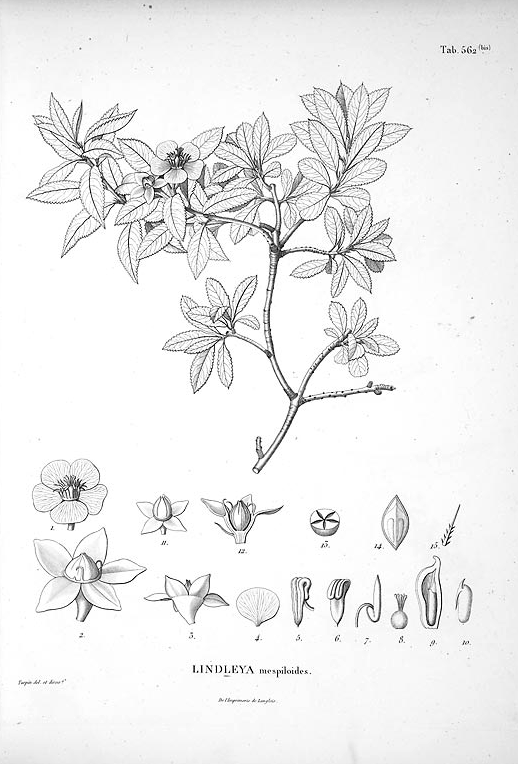
Lindleya mespiloides

Die Tribus bildet zusammen mit der Gattung Gillenia die Supertribus Pyrodae C.S. Campbell, R.C. Evans, D.R. Morgan & T.A. Dickinson

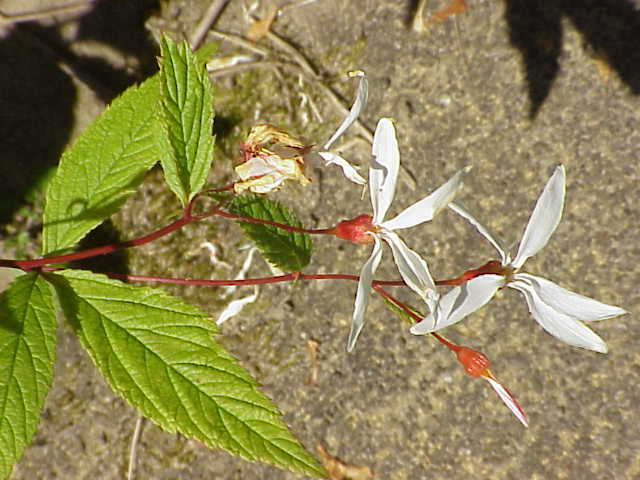
Gillenia trifoliata

## Belege
- D. Potter, T. Eriksson, R. C. Evans, S. Oh, J. E. E. Smedmark, D. R. Morgan, M. Kerr, K. R. Robertson, M. Arsenault, T. A. Dickinson, C. S. Campbell:  Phylogeny and classification of Rosaceae. Plant Systematics and Evolution, Band 266, 2007, S. 5–43. doi:10.1007/s00606-007-0539-9